# Бурвег
Бурвег (нім. Burweg) — громада в Німеччині, розташована в землі Нижня Саксонія. Входить до складу району Штаде. Складова частина об'єднання громад Ольдендорф-Гіммельпфортен.
Площа — 16,23 км2. Населення становить 1005 ос. (станом на 31 грудня 2021).

## Галерея

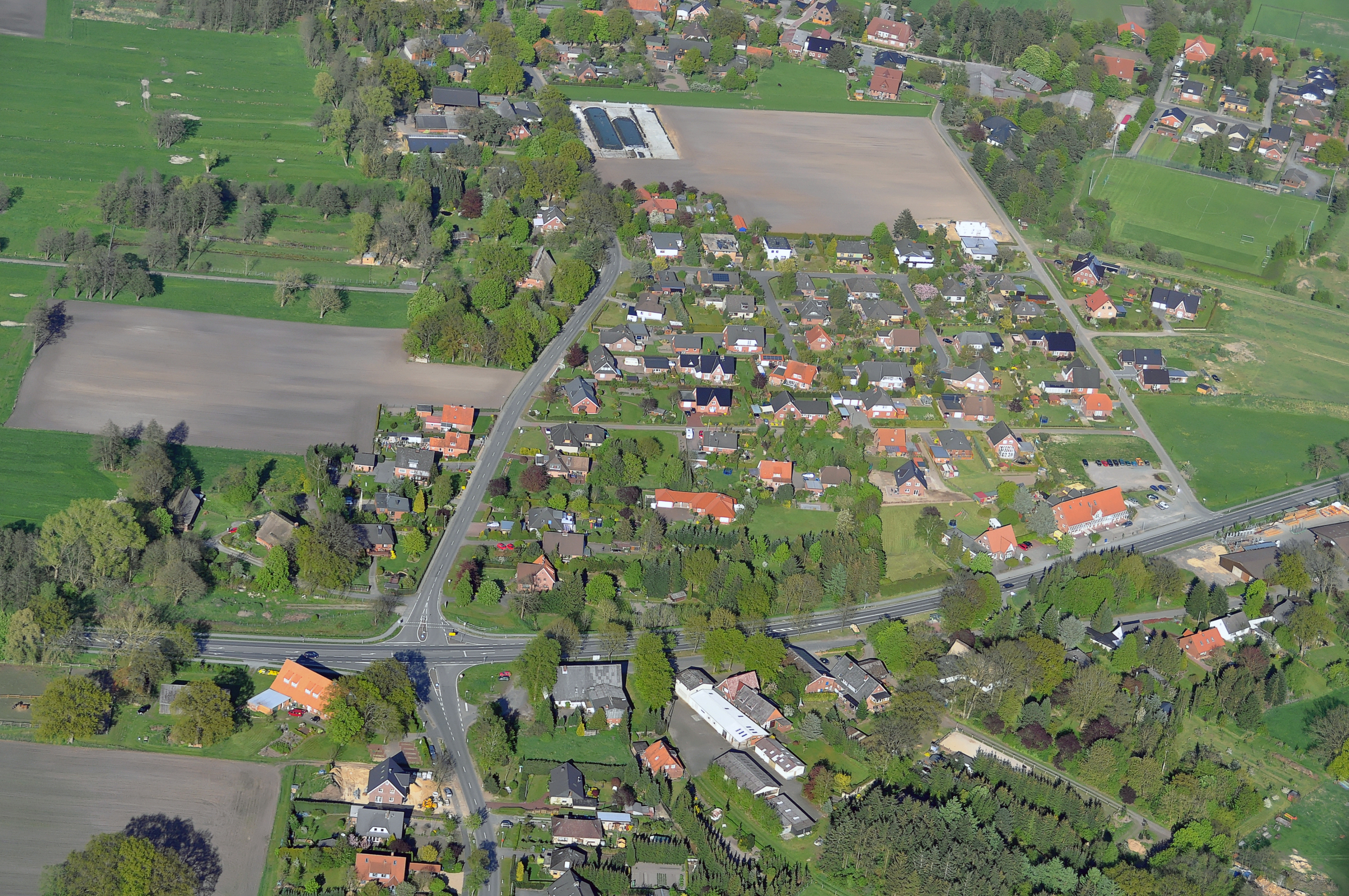